# Брени
Брени́ (фр. Breny) — коммуна во Франции, находится в регионе Пикардия. Департамент коммуны — Эна. Входит в состав кантона Виллер-Котре. Округ коммуны — Суасон.
Код INSEE коммуны — 02121.

## Население
Население коммуны на 2010 год составляло 268 человек.
| 1962 | 1968 | 1975 | 1982 | 1990 | 1999 | 2010 |
| ---- | ---- | ---- | ---- | ---- | ---- | ---- |
| 295  | 260  | 250  | 219  | 212  | 238  | 268  |

## Экономика
В 2010 году среди 173 человек трудоспособного возраста (15—64 лет) 131 были экономически активными, 42 — неактивными (показатель активности — 75,7 %, в 1999 году было 61,0 %). Из 131 активных жителей работали 108 человек (59 мужчин и 49 женщин), безработных было 23 (13 мужчин и 10 женщин). Среди 42 неактивных 10 человек были учениками или студентами, 17 — пенсионерами, 15 были неактивными по другим причинам.